# Coup d'État de 2023 au Niger
Guerre du Sahel
Le coup d'État de 2023 au Niger intervient le 26 juillet 2023 lorsque le président Mohamed Bazoum est séquestré dans le palais présidentiel par des militaires de la garde présidentielle, tandis que l'armée encercle le bâtiment et menace de donner l'assaut pour délivrer Bazoum. Dans la soirée, un autre groupe de soldats annonce sa destitution et la formation d'une junte militaire sous le nom de Conseil national pour la sauvegarde de la patrie (CNSP). La junte décrète la fermeture des frontières du pays, la suspension des institutions étatiques de la Septième République et un couvre-feu sur tout le territoire.
En réponse, le ministre des Affaires étrangères Hassoumi Massaoudou, fidèle de Mohamed Bazoum, déclare assumer la présidence par intérim et appelle la population et l'armée à s'opposer au coup d'État.
Le 31 juillet, les dirigeants de la Communauté économique des États de l'Afrique de l'Ouest (Cédéao) réunis sous la présidence tournante du président nigérian Bola Tinubu fixent un ultimatum à la junte militaire, exigeant la libération immédiate du président Bazoum et le retour à l'ordre constitutionnel dans un délai d'une semaine. À défaut, la Cédéao déclare qu'elle « prendra toutes les mesures nécessaires » et que « ces mesures peuvent inclure l'usage de la force ».
Il s'agit du septième coup d'État ou tentative de coup d'État organisé au Niger.

## Contexte

### Arrivée au pouvoir de Mohamed Bazoum en 2021

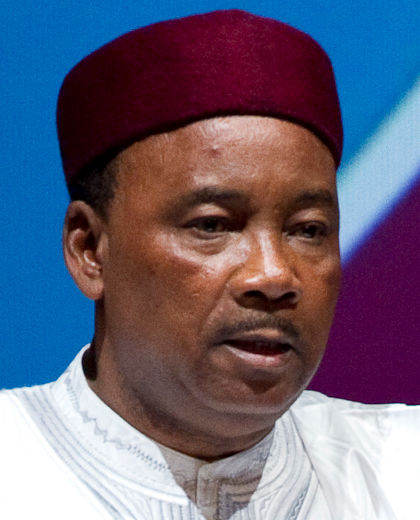
Mahamadou Issoufou, en habits traditionnels en 2012.

Le président Mahamadou Issoufou, du Parti nigérien pour la démocratie et le socialisme, n'est pas candidat à sa réélection lors de l'élection présidentielle nigérienne de 2020-2021, la constitution limitant à deux le nombre de mandats présidentiels. Le respect de cette limitation est un engagement maintes fois répété de Mahamadou Issoufou, qui déclare dès 2017 « ne pas avoir cette arrogance de croire qu[‘il est] un homme providentiel irremplaçable » mais avoir au contraire pour ambition une passation de pouvoir dans le cadre d'élections libres et transparentes,. Cette position lui vaut l'agacement de plusieurs de ses pairs africains ayant fait modifier ou ayant l'intention de modifier la constitution de leur pays pour la contourner.
Deux ans avant l'élection présidentielle de 2020-2021, le président sortant désigne publiquement un « dauphin présidentiel » en la personne du ministre de l'Intérieur Mohamed Bazoum, un fait rarissime sur le continent. En raison de son engagement à se limiter à deux mandats, Mahamadou Issoufou se voit attribuer le prix Mo-Ibrahim, qui récompense la bonne gouvernance et le leadership démocratique des dirigeants africains,.

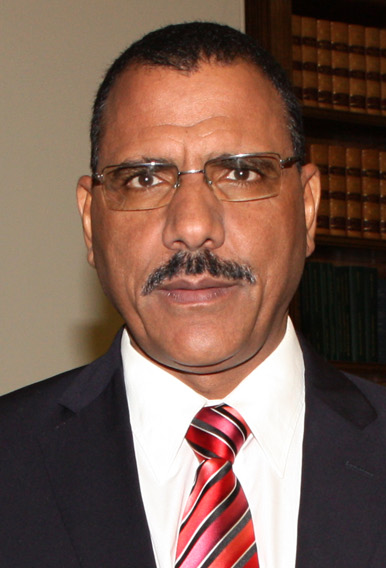
Mohamed Bazoum, à Londres en 2011.

Le scrutin intervient dans un climat de tensions sécuritaires, sociales, sanitaires et électorales puisque le nouveau Code électoral comme le fichier électoral sont contestés et que la candidature de Hama Amadou, principal leader de l’opposition, a été invalidée. Au premier tour de l'élection présidentielle, Mohamed Bazoum obtient 39,3 % des voix et finit en première position. Au second tour, le 21 février 2021, il affronte Mahamane Ousmane.
La victoire attendue de Bazoum à l'élection présidentielle de 2020-2021 malgré son appartenance à une ethnie minoritaire au Niger, les Oulad Souleymane — principalement présents en Libye —, est perçue comme un signe d'une bonne santé de la vie politique nigérienne, qui se détacherait d'un vote à prédominance communautaire auquel le pays était jusque-là habitué. Bazoum ne bénéficie ainsi d'aucun fief électoral « naturel » acquis à sa candidature. Cette appartenance ethnique n'est cependant pas dépourvue de polémique identitaire, une partie de l'opposition l'utilisant pour jeter le doute sur la légitimité, voire la légalité, de sa candidature en faisant courir le bruit qu'il serait né à l'étranger, appelant les électeurs à ne pas élire un « président libyen » et à « ne pas choisir un Blanc », en référence à son teint relativement clair. Cet argument identitaire est alors commun dans la région, ayant notamment déjà été utilisé par le passé contre son principal opposant, Mahamane Ousmane.
Dans la nuit du 30 au 31 mars, une tentative de putsch est déjouée,. Sa présidence est perçue comme « bicéphale » du fait de son tandem avec son prédécesseur, et échoue à se défaire de la tutelle de ce dernier. Quelque temps avant le putsch, Bazoum tente de limoger Abdourahamane Tchiani, le chef de la garde présidentielle. Celui-ci est considéré comme un fidèle de l'ancien président mais il est soupçonné de la tentative de putsch de 2015. Une seconde tentative de putsch a lieu en mars 2022. C'est cependant Tchiani qui déjoue les deux tentatives.

### Situation au Sahel
Déstabilisés par la montée en puissance des groupes djihadistes, les pays du Sahel sont touchés depuis plusieurs années par des coups d'État conduisant à la mise en place de juntes militaires au Mali, en Guinée et au Burkina Faso. Le gouvernement malien s'appuie notamment sur le groupe Wagner, marquant une prise de distance par rapport aux États-Unis et à la France, qui soutenaient les gouvernements précédents,. Cette situation amène ces deux pays à s'appuyer fortement sur le Niger pour mener leur lutte contre le djihadisme dans la région,. La France dispose alors d'une force de 1 500 soldats, tandis qu'environ 1 000 soldats américains sont installés sur la base aérienne 201 à Agadez. Des militaires belges, italiens et allemands sont également présents.
Au début des années 2020, le Niger connait cependant une diminution des violences et des attaques djihadistes. Le 1er janvier 2023, le général Salifou Modi, chef d'État-Major des Forces armées nigériennes, salue notamment l'« l'accalmie observée en 2022 ». L'Armed Conflict Location and Event Data Project (en) (ACLED), un projet de l'Université du Sussex, indique au premier semestre 2023 que « la violence politique a diminué au Niger d’environ 39 % par rapport aux six mois précédents. Les attaques contre des civils ont baissé de 49 % et le nombre de morts qui en a résulté a été réduit de 16 % ».
Le président russe Vladimir Poutine, soutien de Wagner malgré une récente rébellion, ouvre le 27 juillet un sommet Russie/Afrique à Sotchi dans ce qui est perçu comme une « opération séduction » dans le contexte de l'isolement géopolitique de la Russie après son invasion de l'Ukraine par la Russie en 2022. Il reçoit notamment le soutien affiché d'Assimi Goïta et d’Ibrahim Traoré respectivement à la tête des juntes maliennes et burkinabés,.

## Déroulement du coup d'État

### 26 juillet
Le 26 juillet, la présidence nigérienne annonce que la garde présidentielle, dirigée par le général de brigade Abdourahamane Tchiani, est engagée dans une manifestation anti-républicaine et tente d'obtenir le soutien d'autres forces de sécurité. Le président Mohamed Bazoum et sa famille ont été détenus au palais présidentiel de Niamey, et le ministre de l'intérieur Hamadou Souley (en) a également été arrêté,,,,,.
Une manifestation de soutien au président Bazoum est dispersée par des tirs de sommation, tandis que des heurts de manifestants hostiles éclatent devant le siège du parti présidentiel, le Parti nigérien pour la démocratie et le socialisme. Le palais présidentiel et les ministères adjacents sont bloqués par des véhicules militaires, et jusqu'à 400 civils partisans de Bazoum  tentent de s'approcher du palais, dispersés par la garde présidentielle avec des coups de feu, en faisant un blessé. La situation à Niamey est décrite comme calme et des manifestations en faveur de Bazoum ont eu lieu autour des missions diplomatiques du pays à l'étranger.
Les putschistes échouent selon la présidence à obtenir le soutien de l'armée et de la garde nationale, qui encerclent le bâtiment. Des pourparlers ont lieu tout au long de la journée, sans que les exigences des soldats ne soient alors connues,. Par la suite, les putschistes obtiennent le ralliement d'autres composantes des forces armées.
Dans la soirée, le colonel-major de l'armée de l'air Amadou Abdramane annonce que le président Bazoum est démis de ses fonctions et annonce la formation d'un Conseil national pour la sauvegarde de la patrie (CNSP). Déclarant sur les ondes de la télévision d'État Télé Sahel « mettre fin au régime que vous connaissez » en raison de la « dégradation continue de la situation sécuritaire, [et de] la mauvaise gouvernance économique et sociale ». Il annonce également la dissolution de la constitution du pays, la suspension des institutions de la septième république, la fermeture des frontières et un couvre-feu national de 22 h 0 à 5 h 0 heure locale, tout en mettant en garde contre toute intervention étrangère,. Outre des membres de l'armée de l'air et de la garde présidentielle, des gradés de l'armée de terre, de la garde nationale, de la gendarmerie, de la police, et des sapeurs-pompiers font partie de la junte.

### 27 juillet

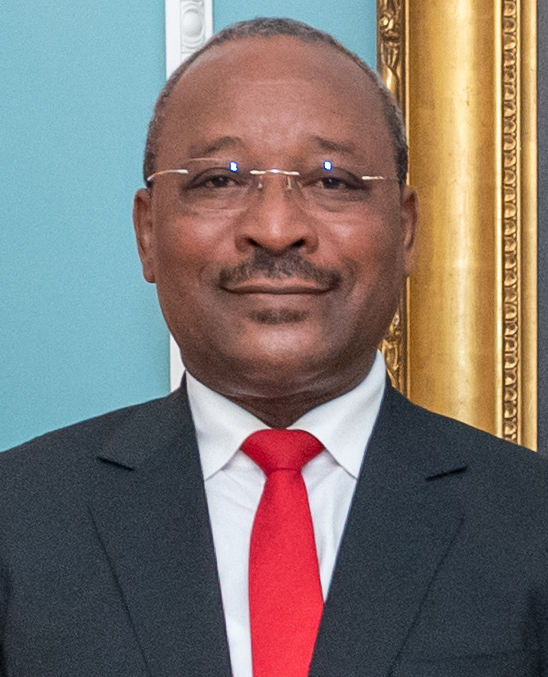
Hassoumi Massaoudou.

Le 27 juillet, Bazoum, qui n'a pas démissionné, est toujours détenu en otage, seul un message sur son Twitter officiel étant publié, où il déclare que « [l]es acquis obtenus de haute lutte seront sauvegardés. Tous les Nigériens épris de démocratie et de liberté y veilleront ». Son ministre des Affaires étrangères Hassoumi Massaoudou (PNDS-Tarayya) déclare à France 24 que le « pouvoir légal et légitime » du pays restait aux mains du président et a réitéré que Bazoum était en bon état et que toute l'armée n'était pas impliquée. Il déclare également  assumer la présidence par intérim et appelle la population et l'armée à s'opposer au coup d’État. Massaoudou appelle les « officiers factieux » à rentrer dans le rang et à respecter le pouvoir civil légal du président Bazoum.
La direction des forces armées nigériennes déclare son soutien au coup d'État, invoquant la nécessité de « préserver l'intégrité physique » du président et de sa famille et d'éviter « une confrontation meurtrière qui pourrait créer un bain de sang et affecter la sécurité de la population ». Le chef d'état-major de l'armée, le général de division Abdou Sidikou Issa, apporte son soutien au putsch en publiant un communiqué dans lequel il annonce que « Le commandement militaire des forces armées nigériennes […] a décidé de souscrire à la déclaration des Forces de défense et de sécurité » afin d'« éviter une confrontation meurtrière entre les différentes forces ».
Dans l’après-midi, la junte proteste contre la violation par la France de sa déclaration de fermeture des frontières, un avion militaire français de type Airbus A400M Atlas ayant atterri dans la capitale Niamey,.
Une manifestation a lieu dans la capitale en faveur du coup d'État. Les manifestants arborent des drapeaux russes en affichant leur soutien au groupe Wagner avant de mettre le feu au quartier général du PNDS-Tarayya. Le dirigeant de Wagner, Evgueni Prigojine, qualifie quant à lui le coup d’État de « combat contre les colons »,.

### 28 juillet
Le général Abdourahamane Tchiani se proclame président du Conseil national pour la sauvegarde de la patrie lors d'une allocution sur Télé Sahel. Il déclare que le coup est entrepris pour éviter « la disparition progressive et inévitable » du pays, et affirme que Bazoum tente de cacher « la dure réalité » du pays, qu'il qualifie de « tas de morts, de déplacés, d'humiliation et de frustration ». Il critique également la stratégie de sécurité du gouvernement pour son prétendu manque d'efficacité et de collaboration avec le Mali et le Burkina Faso, mais ne donne pas de calendrier pour un retour à un régime civil. Sa position de chef de facto de l'État est confirmée plus tard par le colonel Abdramane, qui accuse des responsables du gouvernement de Bazoum de comploter contre le nouveau régime tout en se réfugiant dans des ambassades étrangères et met en garde contre des violences s'ils continuent,,,.

## Conséquences du coup d'État

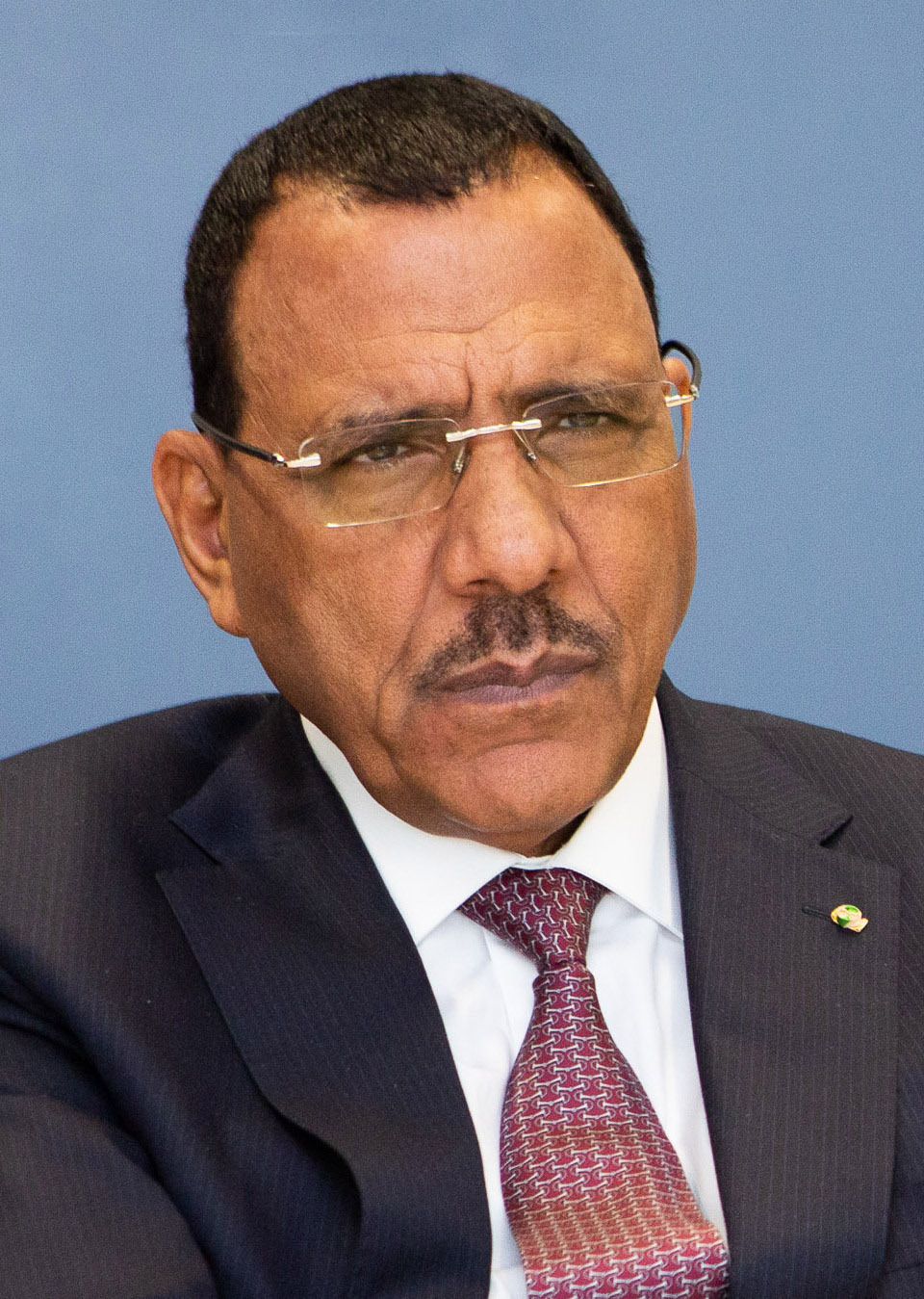
Le président nigérien Mohamed Bazoum

### Crise diplomatique

#### Ultimatum et sanctions de la Cédéao
Le 29 juillet, la junte militaire accuse la Cédéao dans un communiqué lu par le colonel-major Amadou Abdramane sur Télé Sahel d'avoir l'intention d'approuver « un plan d'agression contre le Niger à travers une intervention militaire imminente à Niamey soutenue par certains pays occidentaux ». Ils ont affirmé que tel était l'objectif du sommet de la Cédéao convoqué pour le lendemain. Le même jour, le Conseil de paix et de sécurité de l'Union africaine lance un ultimatum selon lequel si les soldats ne « retournaient pas immédiatement et sans condition dans leurs casernes et ne rétablissaient pas la démocratie constitutionnelle, dans un délai maximum de quinze jours », le bloc serait contraint de prendre « les mesures nécessaires, y compris des sanctions des mesures contre les auteurs ».
Le 30 juillet, les dirigeants de la Communauté économique des États de l'Afrique de l'Ouest (Cédéao) se réunissent à Abuja. À l'issue du sommet, la Cédéao fixe un ultimatum à la junte militaire, exigeant la libération immédiate du président nigérien Mohamed Bazoum et le retour à l'ordre constitutionnel dans un délai d'une semaine. Dans un communiqué lu par le président de la Commission de la Cédéao, Omar Touray, ils ont déclaré que si leurs demandes n'étaient pas satisfaites, ils « prendraient toutes les mesures nécessaires pour rétablir l'ordre constitutionnel en République du Niger » et que « ces mesures peuvent inclure le recours à la force »,. Les chefs d'état-major de la défense des pays membres reçoivent instruction de se réunir immédiatement. Font exception aux pays membres le Mali, la Guinée et le Burkina Faso, suspendus depuis leurs coup d'État respectifs. En parallèle, la Cédéao annonce des « sanctions immédiates » contre le Niger, notamment la fermeture des frontières terrestres et aériennes, l'imposition d'une zone d'exclusion aérienne sur tous les vols commerciaux à destination et en provenance du Niger et la suspension de toutes les transactions commerciales et financières entre la Cédéao et le Niger. Les actifs des entreprises publiques nigériennes ont été gelés par la Banque centrale de la Cédéao, ce qui a entraîné l'annulation d'une émission obligataire de 30 milliards de francs CFA (51 millions de dollars).
Le 31 juillet, à la demande de la Cédéao, le président tchadien Mahamat Déby rencontre le général Tchiani et le président Bazoum au palais présidentiel de Niamey. La présidence tchadienne a publié des photos de la réunion, marquant la première apparition de Bazoum depuis le coup d'État,. Pendant ce temps, le colonel Abdramane a accusé Hassoumi Massaoudou, prétendant toujours être le chef par intérim remplaçant Bazoum, d'avoir autorisé une attaque française contre le palais présidentiel pour libérer Bazoum. Le ministère français des Affaires étrangères a nié l'existence de tels plans. Le ministre du Pétrole du président Bazoum Mahamane Sani Mahamadou (fils de l'ancien président Mahamadou Issoufou), le ministre des Mines Ousseini Hadizatou et le chef du comité exécutif national du Parti nigérien pour la démocratie et le socialisme, Foumakoye Gado ont été arrêtés par la junte militaire. Cela faisait suite aux arrestations du ministre des Transports Oumarou Malam Alma et de l'ancien ministre de la Défense Kalla Moutari la semaine précédente,.

#### Préparation à une intervention militaire
La junte militaire annonce le 1er août la réouverture des frontières du Niger avec l'Algérie, le Burkina Faso, le Mali, la Libye et le Tchad,..
Le 2 août, les chefs militaires des États membres de la Cédéao se sont réunis à Abuja, au Nigeria, pour discuter de la situation au Niger. Parallèlement, Inside Nigeria intercepte un message militaire confidentiel donnant des ordres à l'armée nigériane en vue d'une opération militaire contre le Niger, la mobilisation des forces armées et l'établissement d'une zone d'exclusion aérienne. Quelques heures plus tard, la Côte d'Ivoire émet une déclaration dans laquelle elle soutient les sanctions de la Cédéao et annonce la participation du pays à une préparation en vue d'une intervention militaire au Niger. Une délégation de la junte militaire nigérienne, dirigée par le général Salifou Modi, se rend à Bamako, au Mali, puis à Ouagadougou, au Burkina Faso. Dans une allocution télévisée, le général Tchiani a qualifié les sanctions imposées au pays de « cyniques et iniques » et a déclaré qu'elles visaient à « humilier » les forces de sécurité nigériennes et à rendre le pays « ingouvernable ». Il a insisté sur le fait que son régime ne céderait pas à de telles menaces et a appelé les citoyens à défendre le pays. Le 2 août, la Communauté économique des États de l'Afrique de l'Ouest (Cédéao) envoie une nouvelle délégation au Niger pour négocier avec la junte, cette fois-ci dirigée par l'ancien chef militaire nigérian Abdulsalami Abubakar, et comprenant également le sultan de Sokoto, Sa'adu Abubakar (en), ainsi que Omar Touray, président de la Commission de la Cédéao. Abdel-Fatau Musah, commissaire de la  chargé des affaires politiques, de la paix et de la sécurité, déclare que « l'option militaire est la toute dernière sur la table, le dernier recours, mais nous devons nous préparer à cette éventualité ». Cependant, les délégués n'ont pas rencontré le général Abdourahamane Tchiani et d'autres membres de la junte et sont partis le même jour.
Le 3 août, la ministre des Affaires étrangères du Sénégal, Aïssata Tall Sall, et son homologue béninois, Shegun Bakari, ont confirmé que leurs pays participeraient à une intervention militaire au Niger si elle était approuvée par la Cédéao,.
Le 4 août, la junte a levé le couvre-feu qu'elle imposait depuis le 26 juillet. Le président du Nigeria Bola Tinubu a demandé dans une lettre écrite au Sénat, son autorisation pour une intervention au Niger. Des images ont montré comment ces derniers jours les troupes nigérianes se sont accumulées à la frontière avec le Niger. Un ancien conseiller du président Mohamed Bazoum a déclaré à CNN que quelque 130 responsables du gouvernement élu avaient été arrêtés depuis le coup d'État, tandis que de nombreux autres se cachaient. Le Burkina Faso a élevé le niveau d'alerte de ses forces armées à « l'état de guerre ».
Le 5 août, des rapports ont révélé que la junte, par l'intermédiaire du général Salifou Mody, avait officiellement demandé l'aide du groupe Wagner lors de sa visite au Mali. Le même jour, des sources rapportent que des instructeurs du groupe Wagner et des spécialistes de la sécurité sont arrivés dans la capitale du Niger, Niamey, en provenance du Mali. Après avoir rencontré à Paris le premier ministre de Bazoum, Ouhoumoudou Mahamadou, la ministre française des Affaires étrangères Catherine Colonna a affirmé le soutien de son pays à la Cédéao pour faire échouer le coup d'État, sans préciser si elle fournirait un appui militaire. Le Sénat nigérian a rejeté la demande de Bola Tinubu d'autoriser une intervention militaire au Niger et l'a plutôt exhorté à résoudre la crise par des moyens plus diplomatiques. Cependant, la constitution nigériane autorise toujours le président à déployer des troupes à l'étranger sans l'approbation du Sénat s'il estime que la sécurité nationale est sous « menace ou danger imminent ». Le Tchad a annoncé qu'il ne participerait pas à une intervention militaire dirigée par la Cédéao contre la junte. Le président algérien Abdelmadjid Tebboune a exprimé son opposition à toute intervention militaire, déclarant qu'« une intervention militaire pourrait enflammer toute la région du Sahel et l'Algérie n'utilisera pas la force avec ses voisins »,.
Le 6 août, le délai d'une semaine accordé à la junte militaire pour rendre le pouvoir à Bazoum ou faire face à une intervention militaire a expiré sans que la Cédéao mette à exécution sa menace. Le régime a également fermé à nouveau l'espace aérien du pays, invoquant la menace d'une intervention militaire. Le porte-parole, le colonel Abdramane, affirmant qu'il y avait eu un pré-déploiement de forces dans deux pays d'Afrique centrale, qu'il n'a pas identifiés. Il a également accusé une « puissance étrangère » de préparer « une attaque » contre le pays en coordination avec la Cédéao. L'armée nigérienne a commencé à apporter des renforts à Niamey en prévision d'une invasion, avec un convoi d'environ 40 camionnettes arrivant à la tombée de la nuit.
Le 7 août, le ministre italien des Affaires étrangères, Antonio Tajani, a appelé la Cédéao à prolonger le délai de l'ultimatum. Le Mali et le Burkina Faso ont annoncé leur intention d'envoyer des délégations au Niger pour « exprimer leur solidarité » avec la junte. La Cédéao a annoncé son intention de tenir un sommet le 10 août pour discuter des prochaines étapes de la situation au Niger. La sous-secrétaire d'État américaine par intérim, Victoria Nuland, a rencontré le membre de la junte et chef d'état-major militaire, le général Moussa Salaou Barmou (en), à Niamey pendant deux heures pour offrir l'aide américaine pour rétablir le gouvernement constitutionnel, mais a indiqué que la junte n'acceptait pas l'idée, ajoutant que le les conversations étaient « extrêmement franches et parfois assez difficiles ». La junte ne lui a pas non plus permis de rencontrer le président Bazoum et l'a décrit comme étant en « assignation à résidence virtuelle »,. La junte a nommé l'économiste Ali Lamine Zeine comme nouveau Premier ministre. Zeine a été ministre des Finances jusqu'en 2010, puis a travaillé à la Banque africaine de développement.
Le 8 août, une délégation conjointe composée de responsables de la Cédéao, des Nations unies et de l'Union africaine a tenté de tenir des pourparlers avec la junte, mais s'est vu refuser l'entrée. En réponse, le Nigeria a annoncé des sanctions supplémentaires visant les individus impliqués dans le coup d'État par l'intermédiaire de la Banque centrale nigériane. Un responsable du gouvernement nigérian anonyme a déclaré que le Nigeria pouvait fournir plus de la moitié des 25 000 soldats pour une invasion du Niger. Le secrétaire d'Etat américain Antony Blinken a déclaré que Washington soutenait les efforts de l'Afrique de l'Ouest pour rétablir l'ordre constitutionnel au Niger. Dans une interview séparée avec la BBC, Blinken a également déclaré que même si les États-Unis ne croyaient pas que le coup d'État nigérien avait été initié par la Russie ou Wagner, ils avaient essayé d'en profiter, avertissant que des conséquences néfastes suivraient à la suite de l'entrée de Wagner,.
Le 9 août, les ministres des Affaires étrangères du Mali et du Burkina Faso ont adressé une lettre conjointe à Organisation des Nations unies (ONU) et à l'Union africaine, appelant le Conseil de sécurité des Nations unies et le Conseil africain de paix et de sécurité à empêcher toute action militaire contre le Niger,. Sanusi Lamido Sanusi, ancien émir de Kano et gouverneur de la Banque centrale du Nigeria, qui est également un chef spirituel islamique soufi vénéré dans la région, s'est rendu au Niger et a rencontré le général Abdourahamane Tchiani. Une autre réunion entre la mission conjointe de la Cédéao, de l'ONU et de l'UE avec la junte a été reportée après que cette dernière a déclaré que ce n'était pas le bon moment pour les rencontrer.
Le 10 août, la junte a déclaré un nouveau gouvernement, nommant 21 ministres dirigés par le Premier ministre Ali Lamine Zeine dans une annonce à la télévision d'Etat par le secrétaire général du gouvernement, Mahamane Roufai Laouali. Trois généraux membres du CNSP sont nommés à la tête des ministères de l'intérieur, de la défense et des sports. Il aurait également averti qu'il tuerait le président Bazoum en cas d'intervention militaire pour le restaurer,. La Communauté économique des États de l'Afrique de l'Ouest (Cédéao) a ouvert sa deuxième réunion d'urgence à Abuja concernant la situation au Niger, le président nigérian Bola Tinubu réitérant dans son discours d'ouverture que le bloc évaluerait les solutions à la situation et a qualifié le coup d'État de « menace » pour l'Afrique de l'Ouest. Il n'était pas clair s'il y avait des représentants du Burkina Faso, de la Guinée et du Niger. Cependant, le président mauritanien Mohamed Ould Ghazouani, dont le pays a quitté la Cédéao en 2000, et le président burundais Évariste Ndayishimiye étaient également présents. La Cédéao a décidé de retenir l'option d’une intervention militaire au Niger, ouvrant ainsi la voie à la mobilisation d’une force qui devrait être principalement composée de troupes nigérianes et sénégalaises.
Le 11 août, le président ivoirien Alassane Ouattara déclare qu'une intervention aurait lieu dès que possible. Le secrétaire d'État des États-Unis Antony Blinken exprime son soutien à la Cédéao sans soutenir explicitement son appel à une intervention militaire. Blinken a également réitéré que les États-Unis tiendraient la junte responsable de la sécurité de Bazoum, de sa famille et des autres membres détenus de son gouvernement. La Russie met en garde la Cédéao contre une intervention militaire, affirmant qu'elle entraînerait une « confrontation prolongée » et déstabiliserait la région du Sahel. Une source gouvernementale nigériane déclare que la junte avait rencontré deux envoyés du président Bola Tinubu à Niamey, mais n'a pas révélé les détails de leur discussion. La Cédéao suspend une réunion militaire clé pour informer les dirigeants de l'organisation des meilleures options pour activer et déployer la force en attente en invoquant des problèmes techniques.
Le 12 août, une délégation de la junte conduite par le général Moussa Salaou Barmou (en) a rencontré le chef militaire guinéen Mamadi Doumbouya à Conakry, qui a réitéré la solidarité de sa junte avec celle du Niger. Insa Garba Saidou, un militant pro-junte local de Niamey en contact direct avec le gouvernement militaire, a déclaré que la junte n'entamerait pas de négociations avec la Cédéao à moins qu'elle ne soit reconnue comme le gouvernement légitime du Niger. La junte a déclaré que les chefs religieux locaux avaient rencontré le gouvernement militaire cherchant à servir de médiateur entre lui et la Cédéao. Le Burkina Faso a suspendu le groupe de médias Omega, une station de radio détenue et exploitée par l'ancien ministre des Affaires étrangères Alpha Barry, pour avoir diffusé une interview « insultante » avec le porte-parole nigérien pro-Bazoum Ousmane Abdoul Moumouni, qui critiquait la junte et soutenait la restauration de Bazoum. Le gouvernement a affirmé que l'interview faisait « clairement » campagne pour « la violence et la guerre contre le peuple souverain du Niger ». La Cédéao a annoncé son intention d'envoyer une délégation à Niamey pour entamer des négociations avec la junte sur la perspective d'une restauration pacifique de Bazoum à la présidence. En raison de la détérioration de sa santé, Bazoum a reçu la visite d'un médecin, qui lui a donné à manger, ainsi qu'à sa famille.
Le 13 août, une délégation parrainée par le Nigeria a déclaré que la junte était ouverte à la diplomatie pour résoudre l'impasse avec la Cédéao. Le même jour, La junte a annoncé qu'elle poursuivrait l'ancien président Bazoum pour « haute trahison » et « atteinte à la sécurité du pays ».
Le 14 août, le Conseil de paix et de sécurité de l'UA s'est réuni à son siège situé à Addis-Abeba, en Éthiopie, dans le but de recevoir une mise à jour complète sur les événements en cours au Niger, ainsi que sur les efforts concertés entrepris pour traiter et gérer efficacement la situation actuelle. Les États-Unis et les Nations unies ont exprimé leur inquiétude face à l'intention de la junte de poursuivre l'ancien président Bazoum. Les États-Unis ont déclaré qu'ils pensaient que cela aggraverait les tensions et entraverait les chances d'une résolution pacifique de la crise. Le porte-parole de l'ONU, Stéphane Dujarric, a déclaré que les plans étaient « très inquiétants »,. La Cédéao l'a qualifié de « provocateur », déclarant que la junte contredisait sa volonté antérieure de négociations et de dialogue. Le Premier ministre installé par l'armée, Zeine, a qualifié les sanctions imposées à la junte par la Cédéao de « défi injuste ». Néanmoins, il a exprimé son optimisme quant à la capacité du pays à surmonter ces défis.
Le 15 août, les chefs militaires des États membres de la Cédéao ont organisé une réunion à Accra, au Ghana, du 17 au 18 août pour discuter d'une éventuelle intervention au Niger,. Le Premier ministre Zeine s'est rendu au Tchad et a rencontré le président Mahamat Déby et le Premier ministre Saleh Kebzabo. À son retour, Zeine a annoncé que la junte « insiste sur la nécessité pour le pays d'être indépendant » et appelle au dialogue avec tous les acteurs, notamment avec la Russie. Lors d'un entretien téléphonique avec le chef de la junte malienne, Assimi Goïta, le président russe Vladimir Poutine a réitéré la nécessité de l'utilisation de moyens politiques et diplomatiques exclusivement pacifiques pour résoudre la crise nigérienne. La porte-parole du Pentagone, Sabrina Singh (en), a insisté sur le fait que la situation au Niger « ressemble à une tentative de coup d'État », reflétant le refus persistant des États-Unis d'appeler les événements au Niger un coup d'État. Des partisans du coup d'État ont commencé les préparatifs d'un recrutement massif volontaire de citoyens âgés de plus de 18 ans pour aider l'armée en cas d'invasion. Les organisateurs ont indiqué que le processus commencera le 19 août, notamment aux frontières avec le Bénin et le Nigeria. Le ministère nigérien de la Défense a rapporté que des groupes armés avaient lancé un assaut contre un détachement de l'armée près de Koutougou près de la frontière malienne et burkinabé, tuant au moins 17 soldats nigériens et en blessant 20 autres. L'armée a affirmé avoir neutralisé 100 militants. La Cédéao a condamné l'attaque et a adressé ses condoléances aux familles touchées. L'Allemagne a appelé la junte à libérer Bazoum et à rétablir l'ordre constitutionnel. L'ONU a déclaré qu'elle enverrait des médiateurs à Niamey pour des pourparlers de paix.
Le 16 août, la junte a rappelé l'ambassadeur du Niger en Côte d'Ivoire en réponse à la déclaration de soutien du président Alassane Ouattara à une intervention armée contre la junte.
Le 17 août, les chefs militaires de la Cédéao se sont rencontrés lors d'une réunion de deux jours à Accra, au Ghana, pour discuter d'une éventuelle intervention militaire contre la junte. Le bloc régional ouest-africain a déclaré que ses quinze États membres étaient prêts à participer à la force en attente pour annuler le retrait de Mohamed Bazoum. La ministre allemande des Affaires étrangères, Annalena Baerbock, a appelé à l'imposition de sanctions de l'UE contre la junte militaire après avoir eu des entretiens avec le président de l'Union africaine, Moussa Faki Mahamat, le secrétaire d'État américain Antony Blinken et d'autres parties prenantes. Le général de division américain J. Marcus Hicks, ancien commandant du Commandement des opérations spéciales en Afrique, a déclaré dans une interview à CNN que les États-Unis cherchaient des moyens de maintenir leur présence militaire au Niger, quel que soit le gouvernement en charge, d'où la raison pour laquelle le Pentagone et la Maison Blanche se sont abstenus de qualifier les actions au Niger de coup d'État. Hicks a ajouté que l'armée américaine avait l'intention de maintenir ses bases militaires et de drones au Niger si la junte l'emportait. Les chefs religieux togolais, lors d'une réunion des principaux évêques catholiques romains d'Afrique de l'Ouest, ont annoncé leur opposition à une intervention militaire et ont appelé la Cédéao et la junte à entamer des pourparlers diplomatiques bilatéraux. Ils ont fait part de leurs inquiétudes quant au fait qu'une intervention ne ferait que déstabiliser la région et ont fait signe aux parties concernées de ne pas aggraver le sort du peuple nigérien. Mahamadou Issoufou demande le retour constitutionnel au Niger et la libération de Mohamed Bazoum.
Le 18 août, le chef des droits de l'homme de l'ONU, Volker Türk, a exprimé son désaccord sur les projets de la junte de poursuivre Bazoum en justice, affirmant que les accusations portées contre lui n'avaient aucune base légale. L'US Air Forces Africa s'est déclarée prête à évacuer les bases de drones américains au Niger à mesure que la situation s'aggrave,. À l'issue de la réunion de ses commandants militaires à Accra, le commissaire aux affaires politiques, à la paix et à la sécurité de la Cédéao, Abdel-Fatau Musah, a déclaré que le bloc avait fixé le jour d'une éventuelle intervention militaire contre la junte, mais a refusé d'en divulguer la date exacte. Néanmoins, l'organisme a soutenu qu'il était toujours ouvert aux moyens diplomatiques pour résoudre la crise. Le président nigérian Tinubu a mis en garde contre les « graves conséquences » si la santé de Bazoum se détériorait davantage en détention. En réponse aux craintes concernant la sécurité de Bazoum, le Premier ministre Zeine a déclaré que « rien ne lui arrivera », affirmant que « nous n'avons pas de tradition de violence au Niger ».
Le 19 août, une délégation de la Cédéao dirigée par Abdulsalami Abubakar est arrivée à Niamey pour des entretiens avec la junte, aux côtés du représentant spécial de l'ONU pour l'Afrique de l'Ouest et le Sahel, Leonardo Santos Simao, arrivé le 18 août. Le groupe a rencontré Tchiani puis Bazoum. Cependant, un responsable a déclaré plus tard que la discussion d'environ deux heures avec la junte n'avait donné que peu de résultats. Le Mali et le Burkina Faso ont envoyé des avions de guerre Embraer EMB 314 au Niger en signe de solidarité avec la junte à la suite de la réunion militaire de la Cédéao à Accra,. La junte a annoncé la formation des Volontaires pour la Défense du Niger (en) (VDN), une milice civile destinée à lutter contre une éventuelle intervention militaire de la Cédéao. Le recrutement des volontaires devait commencer le 26 août à Niamey. Lors d'une allocution à la télévision nationale, Tchiani a annoncé une transition de trois ans vers un régime civil et a déclaré que la junte ne visait pas à confisquer le pouvoir, ajoutant qu'une intervention militaire ne serait « pas une promenade de santé que certaines personnes semblent penser ». Il a également annoncé une période de 30 jours de dialogue national pour élaborer des propositions concrètes visant à jeter les bases d'une nouvelle constitution. Les partisans de la junte ont été contraints d'interrompre un recensement des personnes disposées à se porter volontaires pour des rôles non militaires dans la défense contre l'intervention de la Cédéao, affirmant qu'ils avaient été dépassés par le nombre de personnes présentes. L'ambassadrice américaine Kathleen A. FitzGibbon (en) est arrivée au Niger pour diriger une mission diplomatique et renforcer les efforts visant à aider à résoudre la crise.
Le 20 août, le pape François a exprimé l'espoir d'une solution pacifique à la crise au Niger. Toujours le 20 août, la Cédéao a rejeté le plan de transition triennal de la junte vers un régime civil, affirmant qu'elle n'accepterait un transfert de pouvoir que dans les plus brefs délais. Il a également déclaré que les plans d'intervention militaire au Niger avaient été finalisés et que les forces militaires étaient prêtes à agir sur ordre, tandis que les dirigeants politiques étaient toujours favorables à la diplomatie pour résoudre la crise,,.
Le 21 août, le président turc Recep Tayyip Erdoğan a déclaré qu'il s'opposait à une intervention militaire au Niger. Un convoi d'environ 300 camions de ravitaillement en provenance du Burkina Faso est arrivé à Niamey. Le même jour, la Cédéao a une fois de plus demandé à la junte de libérer Bazoum sans conditions préalables et de rétablir l'ordre constitutionnel sans plus attendre. Ils ont également déclaré que le résultat des discussions informelles en cours déterminerait si la Cédéao enverrait une autre mission de médiation au Niger. Toujours le 21 août, au Nigeria, des manifestations ont éclaté dans l'État de Kano contre le recours à la force pour résoudre la crise. Encore le 21 août, la radio d'État algérienne avait rapporté une demande selon laquelle la France aurait demandé à utiliser l'espace aérien algérien pour une opération au Niger, à laquelle l'Algérie avait répondu non, mais que la France a réfuté depuis lors,.
Le 22 août, l'Union africaine a suspendu l'adhésion du Niger au bloc avec effet immédiat, tout en affirmant qu'elle réexaminait le plan d'action de la Cédéao et en appelant tous ses États membres et la communauté internationale à ne prendre aucune mesure visant à légitimer le gouvernement militaire.
Le 23 août, l'ancien président du Nigeria et médiateur de la Cédéao, Abdulsalami Abubakar, annonce que la junte exclut de rétablir Bazoum mais juge « positive » leur proposition d'une transition. Le même jour, la junte a rappelé les ambassadeurs du Niger au Nigeria, au Togo, en France et aux États-Unis, et a annoncé qu'elle expulserait les troupes françaises et américaines du Niger. Le Royaume-Uni a exigé la libération immédiate de Bazoum et a annoncé son soutien à la Cédéao et aux efforts diplomatiques visant à sortir de la crise,. La Cédéao a démenti les affirmations selon lesquelles elle aurait été manipulée par des puissances extérieures dans ses efforts pour résoudre la crise.
Le 24 août, le président Tinubu a approuvé le retour de la précédente délégation de dirigeants islamiques au Niger pour un nouveau cycle de négociations avec la junte. Il a également déclaré qu'il avait empêché la Cédéao et d'autres forces anonymes d'envahir le Niger et a averti qu'il ne pouvait pas retarder une telle intervention trop longtemps,,. Le même jour, en cas d’agression, la junte a officiellement autorisé les armées du Burkina Faso et du Mali à intervenir au Niger. Toujours le 24 août, le président français Emmanuel Macron a exigé la libération de Bazoum et le rétablissement de la démocratie au Niger. Il a également défendu les opérations militaires françaises en Afrique de l'Ouest, à savoir l'opération Serval puis l'opération Barkhane, affirmant que le Mali, le Burkina Faso et le Niger n'existeraient plus sans elles.
Le 25 août, le président de la commission de la Communauté économique des États de l'Afrique de l'Ouest, Omar Touray, a précisé que le bloc n'avait pas encore déclaré la guerre au peuple nigérien ni dévoilé de plans d'invasion. Le même jour, la junte a ordonné à l'ambassadeur de France au Niger, Sylvain Itté, de quitter le pays dans les 48 heures. Cependant, la France a insisté sur le fait que la junte n’avait aucune autorité pour le faire,.
Le 26 août, la junte a placé les forces armées nigériennes en état d'alerte maximale en prévision d'une éventuelle invasion, tandis qu'un autre rassemblement pro-junte s'est tenu à Niamey au cours duquel les manifestants ont menacé de prendre d'assaut les bases militaires françaises et l'ambassade de France si l'ambassadeur de France ne partait pas du pays en 48 heures,. Lors d'une réunion avec l'envoyée spéciale américaine Molly Phee, Tinubu a déclaré que la guerre avec le Niger n'était pas idéale, mais a également déclaré qu'il ne permettrait à personne de gagner faussement du temps et que la Cédéao était prête à toutes les options. Tinubu a également accepté une invitation du président Joe Biden à se réunir en marge de l'Assemblée générale des Nations unies en septembre pour discuter de la crise et d'une éventuelle intervention militaire,,.
Le 27 août, le chef de la délégation de la Cédéao, Abdulsalami Abubakar, a déclaré que la junte avait exclu le retour de Bazoum au pouvoir.
Le 30 août, au Burkina Faso, le gouvernement Tambèla a autorisé le déploiement d'un contingent militaire au Niger.
Le 9 septembre, la junte accuse la France de déployer des soldats et du matériel dans les États membres de la Cédéao, notamment au Sénégal, en Côte d'Ivoire et au Bénin, dans le cadre d'une agression planifiée contre le Niger en collaboration avec le bloc régional.
Le 12 septembre, la junte dénonce un accord de coopération militaire conclu par le gouvernement de Bazoum avec le Bénin en 2022, citant son soutien à l'intervention de la Cédéao et à d'autres actes d'agression contre le Niger.
Le 16 septembre, le Niger, le Mali et le Burkina Faso signent le pacte de sécurité du Sahel afin de se soutenir mutuellement en cas de rébellion ou agression extérieure. "Toute atteinte à la souveraineté et à l'intégrité territoriale d'une ou plusieurs parties contractantes sera considérée comme une agression contre les autres parties", selon la charte du pacte, connu sous le nom d'Alliance des États du Sahel.

#### Négociation d'une transition civile
Le 29 août, l'Algérie présente une initiative visant à mettre fin à la crise au Niger, proposant notamment une période de transition de six mois. Le ministre algérien des Affaires étrangères Ahmed Attaf, indique dans une conférence de presse tenue à Alger, que des discussions politiques doivent être organisées avec la participation et l'approbation de toutes les parties au Niger sans exclusion pour conduire au rétablissement de l'ordre constitutionnel dans le pays.
Le 31 août, le président nigérian Bola Tinubu a proposé que la junte raccourcisse à neuf mois sa transition vers un régime civil, tout en avertissant que les sanctions contre la junte de la Cédéao resteraient en vigueur jusqu'à ce que le régime fasse des « ajustements positifs ».
Le 4 septembre, la junte a rouvert l'espace aérien du Niger aux vols commerciaux plus d'un mois après le coup d'État, mais a maintenu l'interdiction de tous les vols militaires opérationnels et autres nécessitant une autorisation préalable des autorités compétentes.
Le 2 octobre, le ministère algérien des Affaires étrangères annonce que la junte vient d'accepter un processus de médiation organisé par l'Algérie et un plan de transition de six mois vers la restauration d'un régime civil au Niger.
En décembre 2023, le Cédéao annonce allégé progressivement les sanctions en parallèle de la mise en place de la transition vers un pouvoir civil.
En février 2024, une large partie des sanctions de la Cédéao contre le régime nigérien est supprimée notamment la fermeture des frontières terrestres et aériennes, le gel des transactions financières et le déblocage des actifs de l'État nigérien.

### Captivité de Mohamed Bazoum et de sa famille
Le 3 août, dans un article d'opinion publié dans le Washington Post, Bazoum, se qualifiant d'otage, a appelé les États-Unis et la communauté internationale à rétablir l'ordre constitutionnel au Niger, avertissant que le coup d'État aurait des conséquences nationales et internationales dévastatrices.
Le 9 août, le secrétaire d'État américain Antony Blinken a déclaré qu'il s'était entretenu avec Mohamed Bazoum, exigeant sa libération et exprimant son soutien à une « résolution pacifique » de la crise au Niger. Un communiqué du parti politique de Bazoum, le PNDS-Tarayya, a déclaré que lui et sa famille étaient sans électricité ni eau courante depuis une semaine, et qu'il ne leur restait plus que des aliments séchés et en conserve à manger.
Le 11 août, dans une interview avec The Guardian, la fille de Bazoum déclare qu'elle est restée en contact téléphonique quasi quotidien avec des membres détenus de sa famille à Paris, et ajoute qu'ils avaient perdu du poids dans des conditions de santé qui se détérioraient. Le 12 août, l'ambassadeur du Niger à Washington, Mamadou Kiari Liman-Tinguiri, a appelé les États-Unis et d'autres alliés de Bazoum à organiser une mission de sauvetage pour lui sauver la vie, affirmant que la junte l'affamait à mort.
Le 19 octobre, la junte militaire annonce que Mohamed Bazoum, retenu prisonnier depuis le putsch, a cherché à fuir à l’étranger mais que la junte militaire a réussi à déjouer cette évasion.
Le 6 novembre, les avocats de Mohamed Bazoum demandent à la Cour de justice de la Communauté économique des États d'Afrique de l'Ouest (Cedeao) sa « libération immédiate » et le rétablissement de l’ordre constitutionnel au Niger.
Le 8 janvier 2024, Salem Bazoum, fils de Mohamed Bazoum, détenu avec son père dans un lieu gardé secret, est libéré. Il a bénéficié d'une liberté provisoire du juge d'instruction du tribunal militaire. Salem Bazoum risque des poursuites pour complot d'État contre le Niger.
Le 2 avril 2024, la justice du Niger ordonne la remise en liberté d'Abdourahamane Ben Hamaye, journaliste qui travaillait au sein de la présidence sous Mohamed Bazoum, et de Mohamed Mbarek, cousin de Mohamed Bazoum, sous astreinte d'un million de francs CFA par jour de retard.
En septembre 2024, Une trentaine de personnalités, dont Denis Mukwege et Wole Soyinka, appele à la libération de Mohammed Bazoum, détenu par la junte nigérienne.
En décembre 2024, plusieurs personnalités africaines adresse une lettre, pour soutenir Mohamed Bazoum en détention, à travers l'ouvrage, 25 lettres au président Mohamed Bazoum : Philosophe prisonniers résistant, co-écrit par Mamadou Ismaïla Konaté et Geneviève Goëtzinger.
Le 10 février 2025, un groupe de travail des Nations unies appelle à la libération immédiate de Mohamed Bazoum et de son épouse Hadiza. Sa détention est considérée comme « arbitraire » et en violation du droit international.

### Manifestations pro-coup d'État
Le 30 juillet, lors d'une marche à la demande de Abdourahamane Tchiani et organisée par le mouvement M62, qui s'était auparavant opposé au gouvernement de  Mohamed Bazoum  et à l'opération Barkhane et avait soutenu l'invasion russe de l'Ukraine, des milliers de nigériens pro-putschistes se sont rassemblés sur la place de la Concertation à Niamey, devant l'Assemblée nationale, et se sont rendus à l'ambassade de France avec des drapeaux nigériens et russes, avec des slogans tels que « À bas la France, à bas Barkhane, on s'en fout de la Cédéao, de l'Union européenne et de l'Union africaine ! », « Arrêtez l'ancien dignitaires pour restituer les millions volés. », et « À bas la France, vive Poutine ! »,,. Les manifestants ont également réclamé une intervention immédiate du groupe Wagner. Pendant la marche, les entrées des ambassades française et américaine ont été fermées. Les murs et les portes de l'ambassade de France ont été incendiés et endommagés tandis que des soldats nigériens et le général Salifou Modi ont été vus au sol exhortant la foule à se disperser pacifiquement. La foule est partie après que la police a tiré des salves de gaz lacrymogène en réponse. Des images montraient des personnes chargées dans des ambulances avec les jambes ensanglantées. Le 31 juillet, l'ambassade de France est attaquée, et le drapeau français brûlé. Selon Le Monde, citant un journaliste nigérien, « autant de manifestants, c’est du jamais-vu à Niamey. Les gens avaient soif de crier leur colère ».
Le 3 août, une autre manifestation pro-coup d'État a eu lieu sur la place de l'Indépendance de Niamey à l'occasion de la 63e fête de l'indépendance du Niger. Cette fois, les forces de sécurité ont bloqué les routes menant aux ambassades française et américaine pour empêcher les attaques et le vandalisme. Le 6 août, à Niamey, environ 30 000 personnes ont rejoint une manifestation pro-junte au stade Général-Seyni-Kountché, à laquelle assistait également le membre de la junte et général Mohamed Toumba.
Le 11 août, des milliers de partisans de la junte manifestent près d'une base militaire française à la périphérie de Niamey en scandant des slogans anti-français et en agitant des drapeaux russes. Le 12 août, une autre manifestation a eu lieu à Niamey par des milliers de partisans de la junte contre la Cédéao et l'intervention militaire dans le pays.
Le 20 août, plusieurs milliers de personnes ont manifesté à Niamey en soutien à la junte. Le 27 août, des manifestations ont eu lieu près de la base militaire française de Niamey, exigeant le retrait de l'armée française et utilisant des slogans anti-Cédéao. Le 1er septembre, le mouvement M62 organise un sit-in pendant trois jours devant la garnison militaire française à Niamey pour exiger le départ de ses troupes. Les manifestations du 2 septembre sont devenues les plus importantes du genre depuis le coup d'État, attirant des dizaines de milliers de participants.

### Évacuation des ressortissants étrangers
La France, dans un communiqué publié par le ministère français des Affaires étrangères, annonce le 1er août que « compte tenu de la situation à Niamey, des violences contre notre ambassade avant-hier et du fait que l'espace aérien est fermé et que nos citoyens ne peuvent pas quitter le pays par leurs propres moyens, la France prépare l'évacuation de ses citoyens et des autres citoyens européens qui souhaitent quitter le pays »,,. En Italie, le ministre des Affaires étrangères annonce qu'un vol spécial sera organisé pour rapatrier ses ressortissants de Niamey. En Espagne, le ministère de la Défense déclare qu'il évacuera plus de 70 Espagnols du Niger par avion. En Allemagne, l'office des Affaires étrangères exhorte ses citoyens présents au Niger à se joindre aux vols d'évacuation français. Il estime que moins de cent citoyens allemands (hors personnel militaire) se trouvent dans le pays.
Le 2 août, les premiers vols d'évacuation sont effectués. Un avion militaire italien a transporté 87 évacués du Niger et a atterri à Rome, tandis que 262 évacués sont arrivés sur un vol d'évacuation français à Paris. Dans les jours suivant, près d'un millier de personnes ont été évacués par la France sur trois autres vols.
Le département d'État américain a ordonné l'évacuation du personnel gouvernemental non urgent et des membres éligibles de la famille de son ambassade, qui resterait ouverte pour « des services d'urgence limités aux citoyens américains ». Le Royaume-Uni a également ordonné une réduction du personnel de son ambassade. Le Cap-Vert a également évacué huit de ses citoyens sur un vol français vers Paris et ils devaient arriver au Cap-Vert le 3 août.
En réponse aux évacuations, le mouvement M62 a appelé à un blocus pacifique de l'aéroport de Niamey jusqu'à ce que les forces militaires étrangères quittent le pays.

### Retrait de la présence et des troupes française et américaine
Le 3 août, la junte militaire a annoncé la dénonciation de certains traités entre le Niger et la France, notamment ceux permettant aux soldats français d'opérer dans le pays et réglementant le statut des militaires lors de la lutte contre le jihad islamiste en sol nigérien. Les militaires ont également annoncé le retrait des ambassadeurs de l'ancien gouvernement nigérien en France, au Togo et aux États-Unis,. Le 6 août, la junte a donné à la France 30 jours pour quitter le Niger, conformément à l'accord de coopération technique militaire de 1977. Toujours le 3 août, la junte militaire a censuré la diffusion des programmes de France 24 et de Radio France internationale, comme cela s'était produit des mois auparavant au Mali et au Burkina Faso. France 24 était suivie chaque semaine par un quart de la population nigérienne et RFI était la chaîne internationale la plus suivie du pays. Les deux médias ont protesté contre la décision.
Le 9 août, la junte a accusé la France d'avoir libéré 16 « éléments terroristes » qui ont ensuite lancé une attaque contre une unité de la Garde nationale à Bourkou Bourkou, à 30 km de la mine d'or de Samira Hill (en) dans la région de Tillabéri. Il a également accusé la France d'avoir envoyé un avion militaire pour violer l'espace aérien nigérien dans le cadre d'un plan plus large de déstabilisation du pays. Le ministère français des Affaires étrangères a nié les allégations et la véracité de l'attaque, tout en insistant sur le fait que l'entrée de l'avion faisait partie d'un accord antérieur avec les forces nigériennes.
Le 28 août, Emmanuel Macron a annoncé que l'ambassadeur de la France au Niger restera à son poste malgré l'ultimatum des putschistes nigériens, qualifiés par le président français d'« autorités illégitimes », qui exigent du diplomate qu'il quitte le pays.
Le 31 août, la junte a ordonné à la police d'expulser l'ambassadeur de France Sylvain Itté et a révoqué son immunité diplomatique ainsi que les visas des membres de sa famille. À la suite de cette annonce, davantage de forces de sécurité ont été déployées autour de l'ambassade de France et à la résidence d'Itté, tandis que deux véhicules sortant de l'ambassade ont été arrêtés par les autorités, qui ont arrêté leurs chauffeurs. La junte a également temporairement interdit aux agences de l'ONU et aux organisations non gouvernementales d'opérer dans les régions qu'elle a désignées comme « zones d'opérations militaires », invoquant la situation sécuritaire.
Le 5 septembre, le Premier ministre Ali Lamine Zeine a déclaré que le Niger attendait toujours un retrait militaire français rapide du pays. Des sources du gouvernement français ont déclaré plus tard aux journalistes que des pourparlers étaient en cours avec la junte pour un retrait partiel des soldats français au Niger. Le même jour, L'Union européenne accuse la junte d'avoir entravé la visite de son ambassadeur au Niger, Salvador Pinto da Franca, à l'ambassade de France.
Le 7 septembre, Reuters, citant un responsable militaire, a rapporté que l'armée américaine avait commencé à retirer du Niger le personnel non essentiel et à transférer une partie de ses troupes et de son équipement de sa base près de Niamey à Agadez, en coordination avec l'armée nigérienne, par mesure de précaution.
Le 13 septembre, l'armée américaine reprend ses opérations régulières au Niger après une interruption d'un mois causée par le coup d'État.
Le 14 septembre, la France interdit à tous les lieux culturels bénéficiant de subventions du gouvernement français de coopérer avec des artistes du Mali, du Niger et du Burkina Faso. Des lieux comme les théâtres nationaux français, les centres dramatiques et chorégraphiques sont touchés par l'interdiction. Le vice-président du Syndicat des entreprises artistiques et culturelles, Bruno Lobé, critique la décision du gouvernement, la qualifiant de véritable catastrophe pour les artistes et pour l'image de la France. La ministre française de la Culture, Rima Abdul Malak, déclare qu'une telle mesure répond à des préoccupations de sécurité, à la suite des coups d'État dans ces pays, et insiste sur le fait qu'elle n'est prise que pour des raisons pratiques, aucun visa ne pouvant être délivré dans ces pays au milieu des conflits en cours,.
Le 15 septembre, la junte annule plus de 990 passeports diplomatiques délivrés à des responsables du gouvernement de Bazoum, à d'autres citoyens affiliés et à environ 50 ressortissants étrangers.
Le président Macron accuse la junte d'avoir bloqué les livraisons de nourriture à l'ambassade de France à Niamey et de détenir « virtuellement » l'ambassadeur Sylvain Itté et son équipe en otage, ajoutant qu'Itté avait est réduit à vivre de rations militaires.
Le 24 septembre, Emmanuel Macron annonce le retrait des forces militaires françaises au Niger d'ici la fin 2023, ainsi que le rappel de l'ambassadeur de la France et du personnel diplomatique qui y travaillent.
Le 27 septembre, la présidence française a confirmé que son ambassadeur au Niger, Sylvain Itté, avait été expulsé du pays à la suite de l'ordre d'expulsion de la junte à son encontre.
Le 5 octobre, l'armée française a annoncé qu'elle commencerait à retirer ses forces du Niger en coordination avec les autorités locales.
En décembre 2023, le retrait des forces armées françaises est terminé. Dans le même temps, l'ambassade de la France a fermée
En mars 2024, le Niger annonce mettre un terme à son accord de coopération militaire avec les États-Unis.En août 2024, les États-Unis ont finalisé leur retrait de leurs bases et n'ont plus de personnels militaires dans tout le pays en septembre 2024.

### Attaques djihadistes
Alors que les violences au Niger connaissaient une accalmie depuis l'année 2021, les troubles causées par le putsch entraînent un regain des attaques djihadistes,.
Face à la menace d'une intervention militaire de la Communauté économique des États de l'Afrique de l'Ouest, la junte rappelle une partie de l'armée à Niamey, ce qui engendre une augmentation des attaques djihadistes à la frontière malienne : sept militaires sont tués à Kandadj le 28 septembre, cinq personnes sont tués le 3 août près d'Anzourou ; douze civils sont tués le lendemain dans les villages de Wabila et Hondobon, près de Kokorou et un convoi de soldats maliens est attaqué le même jour, faisant 20 victimes; cinq gardes nationaux sont tués le 9 août à Bourkou Bourkou, près Samira et six gardes nationaux et soldats des forces spéciales trouvent la mort le 13 août dans une embuscade à Sanam. Le 15 août, au moins 17 militaires sont tués dans une embuscade près de Koutougou. Le 2 octobre, 29 soldats nigériens ont été tués et deux soldats ont été grièvement blessés lors d'une attaque jihadiste présumée au nord-ouest de Tabatol, près de la frontière malienne. Les autorités ont affirmé que « plusieurs dizaines de terroristes » avaient également été tués.
Dans une lettre publiée le 3 août 2023, le président Mohamed Bazoum dénonce les « fausses affirmations » des putschistes selon lesquelles ils auraient « agi pour préserver la sécurité du Niger. En fait, la situation sécuritaire au Niger s’est radicalement améliorée. Dans le Sud, où nous faisons face au groupe terroriste Boko Haram, il n’y a eu presque aucune attaque en deux ans, et des réfugiés retournent dans leurs villages (…). Dans le nord et l'ouest du pays, nous n'avons là encore subi aucune attaque majeure depuis que j'ai été élu en 2021 ».

### Conséquences humanitaires et économiques
Des coupures de courant se produisent dans plusieurs villes du Niger le 2 août. La compagnie d'électricité d'État Nigelec accuse le Nigeria d'avoir interrompu les approvisionnements. Tandis que la Transmission Company of Nigeria refuse de commenter, une source anonyme rapporte à la BBC World Service que cette mesure fait suite à une directive du président Bola Tinubu.
Au moins 4,3 millions de personnes au Niger ont besoin d'aide, notamment d'accès à la nourriture, aux médicaments et aux produits de première nécessité. Selon les Nations unies, ce chiffre devrait augmenter à mesure que les sanctions internationales entreront en vigueur. La fermeture de l'espace aérien par la junte complique également les efforts visant à acheminer l'aide humanitaire dans le pays,. Au 1er septembre, il a été signalé que 7 300 tonnes d'aide alimentaire avaient été empêchées d'entrer dans le pays en raison des sanctions, tandis que les prix des denrées alimentaires augmentaient d'environ 21%. Les exportations alimentaires du Niger, en particulier celles d'oignons, ont également été affectées par les sanctions, les prix dans les pays bénéficiaires voisins comme le Ghana ayant doublé en raison des blocages.

## Réactions

### Nationales
La coalition politique au pouvoir au Niger a dénoncé le coup d'État comme « une folie suicidaire et anti-républicaine », tandis que la coalition de l'opposition a exprimé son soutien aux griefs de l'armée mais a désapprouvé tout changement politique par la force. Deux responsables adjoints du cabinet de Bazoum, Daouda Takoubakoye et Oumar Moussa, ont déclaré que les déclarations de Tchiani sur le coup d'État étaient des « mensonges » et l'ont accusé, ainsi que la garde présidentielle, d'avoir organisé le coup d'État pour un « gain personnel ». Le premier ministre de Bazoum, Ouhoumoudou Mahamadou, a également exprimé son soutien au président et a salué l'imposition de sanctions par la Cédéao à la junte militaire comme « très satisfaisante et logique », tout en insistant sur le fait que les manifestations anti-françaises à Niamey ne représentaient pas le peuple nigérien dans son ensemble.
Le prédécesseur de Bazoum à la présidence, Mahamadou Issoufou, ainsi que d'autres anciens dirigeants auraient été impliqués dans les négociations initiales pour libérer Bazoum et faire retirer la garde présidentielle.
Le 9 août, Rhissa Ag Boula, ancien chef du groupe rebelle Front de libération de l'Aïr et de l'Azawagh (FLAA) qui a participé à deux rébellions du peuple touareg dans les années 1990 et 2000, a accusé la junte d'avoir orchestré une « tragédie » et annoncé la formation d'un Conseil de la Résistance pour la République (en) (CRR), qui visait à renverser la junte et à rétablir Bazoum au pouvoir. Il a également déclaré qu'il soutenait l'intervention internationale de la Cédéao et d'autres acteurs. Un autre membre du CRR a déclaré que plusieurs personnalités politiques nigériennes avaient rejoint le groupe mais avaient refusé de sortir publiquement pour des raisons de sécurité.
Le 13 septembre, l'ancien premier ministre Hama Amadou, rival politique de Bazoum, rentre au Niger après avoir passé deux ans en exil en France.

### Cédéao

La situation politique dans la Cédéao au 20 août 2023 :
La junte et ses alliés militaires.
Autres pays soutenant la junte au Niger.
Pays s'opposant diplomatiquement à la junte au Niger.
Pays s'opposant militairement à la junte au Niger.

Contrairement au coup d'État de 2021 en Guinée, la Communauté économique des États de l'Afrique de l'Ouest (Cédéao) n'a pas officiellement envoyé de médiateur ou de représentant au Niger pour les négociations. Le 30 juillet, la Cédéao a donné aux putschistes nigériens un délai d'une semaine pour rendre le pouvoir à Bazoum sous peine de sanctions internationales et/ou de recours à la force. Le même jour, les dirigeants de la Cédéao ont déclaré qu'ils appliqueraient immédiatement une zone d'exclusion aérienne sur le pays pour tous les vols commerciaux, et une fermeture des frontières avec le Niger. Une série de sanctions a également été annoncée, notamment la suspension de toutes les transactions commerciales et financières entre ses États membres et le Niger et le gel des avoirs et des restrictions de voyage pour le personnel militaire impliqué dans le coup d'État,,,. L'un des résultats de ces sanctions a été l'annulation par la Banque centrale des États de l'Afrique de l'Ouest (BCEAO) d'une émission d'obligations prévue de 30 milliards de francs CFA (51 millions de dollars) par le Niger prévue pour le 31 juillet sur le marché de la dette régionale ouest-africaine.

### Organismes internationaux
L'ONU a annoncé qu'elle avait suspendu ses opérations humanitaires dans le pays, mais a précisé plus tard qu'elle continuait à fournir de l'aide au Niger, mais n'était pas en contact avec l'armée. Le coup d'État a été condamné par la Banque mondiale. Le Haut Commissaire des Nations Unies aux droits de l'homme, Volker Türk, ont appelé à la libération immédiate de Bazoum.
Le 26 juillet, le président de la Commission de l'Union africaine, Moussa Faki, a exprimé une condamnation catégorique envers de tels actes commis par des membres de la garde présidentielle, qualifiant leur comportement de « trahison totale envers leur devoir républicain ». Il a également lancé un appel au peuple nigérien ainsi qu'à tous ses frères, au sein de l'Afrique, en particulier au sein de la Communauté économique des États de l'Afrique de l'Ouest (Cédéao), et à travers le monde, afin qu'ils unissent leurs voix pour condamner de manière unanime cette tentative. L'Union africaine a également exigé que l'armée retourne à ses casernes dans 15 jours et rétablisse le régime civil à la suite d'une réunion de son Conseil de paix et de sécurité. Le 2 août, la Banque mondiale a suspendu les décaissements au Niger jusqu'à nouvel ordre.
Le 28 juillet, l'Union européenne, par la voix du chef de sa diplomatie Josep Borrell, menace de suspendre « tout appui budgétaire » au Niger. Le 29 juillet, l'aide financière et au développement au Niger est suspendue, ainsi que tous les accords de coopération en matière de sécurité avec le pays,.
Le 4 août, les États-Unis ont annoncé qu'ils suspendaient « certains programmes d'assistance étrangère au profit du gouvernement du Niger », mais ont précisé qu'ils n'incluraient pas l'aide humanitaire et alimentaire, ainsi que les opérations diplomatiques et de sécurité pour protéger le personnel américain.
Evgueni Prigojine, le chef du groupe de mercenaires privés russes Wagner qui a opéré au Mali voisin et a supplanté la France dans la lutte contre l'insurrection djihadiste du pays, a salué le coup d'État et l'a qualifié de partie de la lutte du Niger contre ses « colonisateurs ». Les déclarations de Prigojine contrastaient avec la ligne officielle donnée par le gouvernement russe, le porte-parole du président Vladimir Poutine, Dmitri Peskov, qualifiant le coup d'État de « préoccupation sérieuse » et appelant toutes les parties « à faire preuve de retenue » et au « retour le plus rapide possible à l'ordre juridique »,.
Le 6 décembre, les Nations unies reconnaisse la junte militaire du général Abdourahamane Tiani comme représentant officiel du Niger, au sein de l'organisme des Nations unies à New York.

### États
France : la France a immédiatement déclaré qu'elle continuait à reconnaître Bazoum comme le « président unique » du Niger, la Cédéao déclarant également qu'elle reconnaissait Bazoum comme le « président légitime et légal du Niger ». Après que des manifestants ont tenté d'entrer dans l'ambassade de France lors de manifestations pro-coup d'État le 30 juillet, le gouvernement français a averti que « quiconque s'attaquerait aux ressortissants, à l'armée, aux diplomates et aux emprises françaises verrait la France répliquer de manière immédiate et intraitable » et que le président Emmanuel Macron « ne tolérera aucune attaque contre la France et ses intérêts »,. Le 30 juillet, Emmanuel Macron préside un conseil de défense et de sécurité nationale consacré à la situation. L'Élysée choisit de hausser le ton contre les potentielles attaques contre les intérêts français.
 Algérie : le ministère des Affaires étrangères, représenté par le ministre Ahmed Attaf, a émis un communiqué réaffirmant l'engagement de l'Algérie envers les principes fondamentaux de l'Union africaine. Ce communiqué a condamné catégoriquement tout changement de gouvernement par des moyens non constitutionnels et a dénoncé vigoureusement l'agression contre l'ordre constitutionnel et la souveraineté du Niger. L'Algérie a appelé à une cessation immédiate de cette situation et à la préservation de la stabilité politique et institutionnelle du Niger,,. À la suite de ce communiqué, le président algérien, Abdelmadjid Tebboune, a chargé le ministre de contacter son homologue nigérien Hassoumi Massaoudou. Lors de cet appel, l'Algérie a exprimé son soutien et sa solidarité envers le président nigérien, reconnaissant que cette épreuve est particulièrement difficile pour le Niger. L'Algérie met en garde contre toute intervention militaire étrangère au Niger par le biais d'un communiqué publié par le ministère des Affaires étrangères,.
 Bénin : le président béninois Patrice Talon, qui prévoyait de se rendre au Niger au nom de la Cédéao pour servir de médiateur, a qualifié le coup d'État de « mauvaise conduite militaire ».
 États-Unis : Les États-Unis ont officiellement qualifié le coup d'État d'« effort pour prendre le pouvoir par la force et perturber la constitution », s'arrêtant avant de le décrire comme un coup d'État, car cela entraînerait un retrait de l'aide économique et de l'assistance militaire, y compris les drones existants et les bases militaires, à la nation.. Le président américain Joe Biden a appelé, le 3 août 2023, à la « libération immédiate » du président Mohamed Bazoum.
 Guinée : la Guinée annonce son soutien au nouveau régime et dénonce les sanctions de la Communauté économique des États de l'Afrique de l'Ouest.
 Mali et  Burkina Faso : les deux pays annoncent dans un communiqué conjoint publié par Abdoulaye Maïga, qu'ils apportent leur soutien au nouveau régime issu du coup d'État et mettent en garde contre toute « intervention militaire » visant à rétablir l'ancien président renversé, la qualifiant de « déclaration de guerre » contre les deux pays. Leur déclaration conjointe met en garde contre une intervention militaire étrangère au Niger et ont déclaré que cela serait une « déclaration de guerre » contre leurs nations. Le communiqué déclare que « les gouvernements de transition du Burkina Faso et du Mali expriment leur solidarité fraternelle […] au peuple nigérien, qui a décidé en toute responsabilité de prendre son destin en main et d'assumer la plénitude de sa souveraineté devant l'histoire ». Ces pays ont également déclaré qu'ils n'appliqueraient pas les sanctions de la Cédéao, les qualifiant d'« illégales, illégitimes et inhumaines ». Le président guinéen, Mamadi Doumbouya, a également condamné les sanctions pour des motifs similaires.
 Italie : le  ministre italien des Affaires étrangères, Antonio Tajani, exprime son opposition à une intervention militaire occidentale au Niger, affirmant qu'elle serait « perçue comme une nouvelle colonisation ».